# Carex pleioneura
Carex pleioneura är en halvgräsart som beskrevs av Gerald A. Wheeler. Carex pleioneura ingår i släktet starrar, och familjen halvgräs. Inga underarter finns listade i Catalogue of Life.